# Roy Estrada
Roy Estrada (Santa Ana, 17 de abril de 1943) foi o primeiro baixista oficial de Frank Zappa na banda The Mothers of Invention. Depois de participar em mais de 10 discos de Zappa, Roy hoje integra o The Grande Mothers Re:Invented ao lado de Don Preston, Napoleon Murphy Brock, Miroslav Tadić e Chris Garcia. Foi baixista também do Captain Beefheart e do Little Feat.